# Holstebro Lystanlæg
Holstebro Lystanlæg är en dansk stadspark i Holstebro i Västjylland. Parken började anläggas 1823 och är en av de första av sitt slag i Danmark. Inititivtagare var läraren Jens Dahl (omkring 1790–1858), som också ledde arbetet, med hjälp av bland annat skolbarnen för att gräva och plantera träd. 
Holstebro Lystanlæg är anlagd i en Lægård Bæks grunda dalgång i vad som på 1800-talet var stadens utkant i ett i övrigt flackt och trädlöst landskap. Parken är idag stadens centrala grönområde. I parken finns bland annat en friluftsteater med plats för omkring 3.000 personer, lekplatser och en restaurangpaviljong.
Parken har förändrats över åren. Staden gjorde 1858 ett markbyte med Lægaard Mølles ägare Wouter Teuwens, varvid den så kallade "Triangeln" mot Viborgvejen förvärvades för att uppföra en paviljong. En första paviljong byggdes 1861–1862, en hydda med stråtak som kunde rymma 15–16 personer och som arrenderades ut till en konditor. Den ersattes av en ny och större åttkantig paviljong 1894, som byggdes till med en ytterligare lokal 1901. År 1912 byggdes de öppna verandorna in och 1931 fick byggnaden uppvärmning med centralvärme och drogs elektricitet in med en stor PH-ljuskrona, som hade ritats av Poul Henningsen. Paviljongen används fortfarande som restaurang, med platser för upp till 180 gäster.
I parken ligger Lægaard Mølle från omkring 1518. Den drevs med ett överfallshjul från en ränna från en kvarndamm, som fortfarande finns kvar. Lægård Mølle inrymde 1931–1991 Holstebro Museum. Den ideella föreningen Lægaard Mølles Venner genomförde 2017–2019 en renovering av anläggningen.
Vid entrén till parken från Engehavevej finns en plats med byster och minnesmärken över lokalt kända personer, bland andra direktören för United Plantations i Malaysia, Børge Bek-Nielsen.

## Bildgalleri

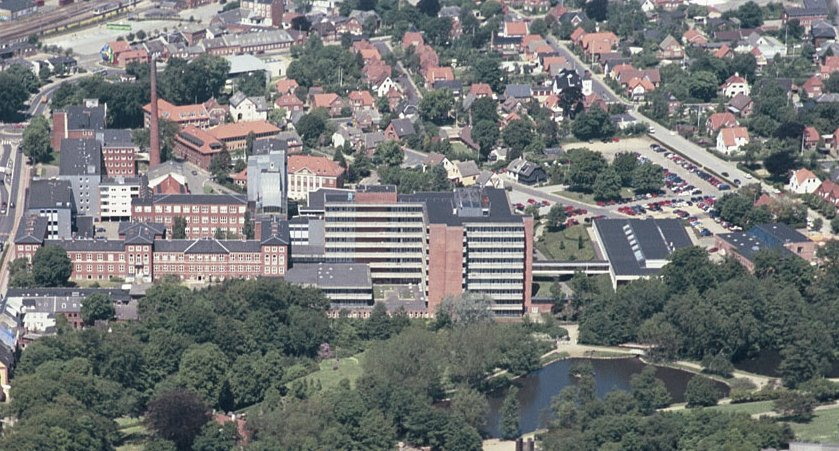
Del av Holstebro Lystanlæg framför Holstebro Sygehus
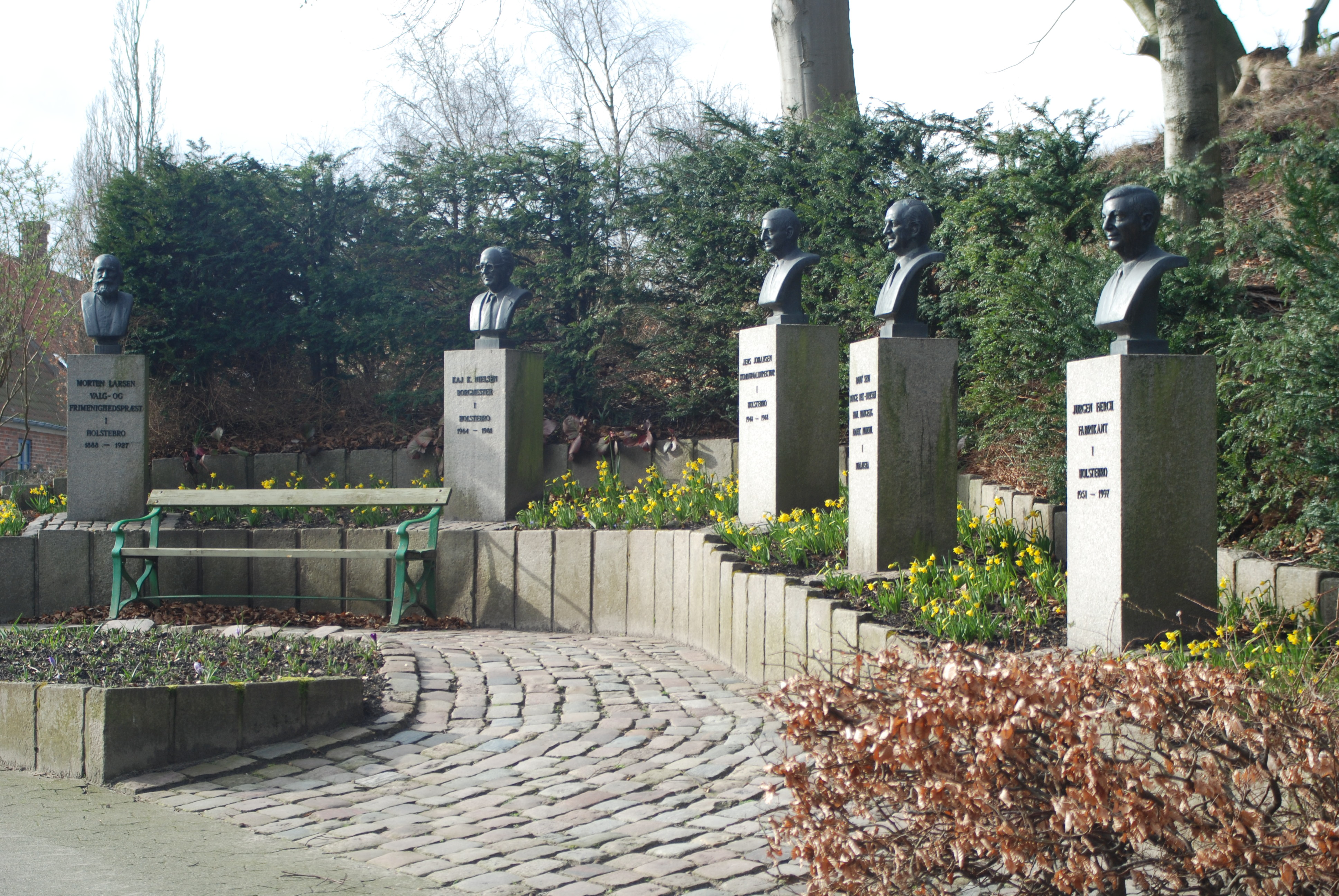
Byster över lokalt kända petsoner, med Børge Bek-Nielsen som nummer två från höger